# Divize A 2013/2014
V soubojích 49. ročníku České divize C 2013/14 se utkalo 16 týmů dvoukolovým systémem podzim – jaro. Tento ročník začal v srpnu 2013 a skončil v červnu 2014.

## Nové týmy v sezoně 2013/14
Z ČFL 2012/13 sestoupilo mužstvo FC Písek. Z krajských přeborů postoupila mužstva z ročníku 2012/13: FK Jindřichův Hradec 1910 z Jihočeského přeboru, TJ Sušice a SK ZČE Plzeň z Plzeňského přeboru, TJ Sokol Nová Ves pod Pleší z Středočeského přeboru, FC Zličín z Pražského přeboru a FK Hvězda Cheb z Karlovarského přeboru.

## Kluby podle přeborů
- Jihočeský (6): FC ZVVZ Milevsko, FC Písek, FK Slavoj Český Krumlov, TJ Sokol Čížová, FC MAS Táborsko "B", FK Jindřichův Hradec 1910.
- Karlovarský (1): FK Hvězda Cheb.
- Plzeňský (5): TJ Sušice, FK Tachov, SK ZČE Plzeň, FC Rokycany, SK Senco Doubravka.
- Středočeský (3): FK Hořovicko, SK Benešov, TJ Sokol Nová Ves pod Pleší.
- Praha (1): FC Zličín.

## Konečná tabulka
| Poř. | Tým                             | Z  | V  | R | P  | VG | OG | B  |
| ---- | ------------------------------- | -- | -- | - | -- | -- | -- | -- |
| 1.   | SK Benešov                      | 30 | 22 | 6 | 2  | 55 | 22 | 72 |
| 2.   | FC Písek (S)                    | 30 | 22 | 5 | 3  | 80 | 27 | 71 |
| 3.   | FK Tachov                       | 30 | 18 | 2 | 10 | 72 | 41 | 56 |
| 4.   | TJ Sokol Nová Ves pod Pleší (N) | 30 | 16 | 4 | 10 | 76 | 52 | 52 |
| 5.   | FC MAS Táborsko "B"             | 30 | 15 | 3 | 12 | 48 | 43 | 48 |
| 6.   | SK Senco Doubravka              | 30 | 13 | 7 | 10 | 55 | 54 | 46 |
| 7.   | FK Hořovicko                    | 30 | 13 | 6 | 11 | 45 | 40 | 45 |
| 8.   | FC Rokycany                     | 30 | 12 | 9 | 9  | 42 | 30 | 45 |
| 9.   | TJ Sokol Čížová                 | 30 | 12 | 7 | 11 | 45 | 42 | 43 |
| 10.  | FK Hvězda Cheb (N)              | 30 | 10 | 6 | 14 | 38 | 43 | 36 |
| 11.  | FC Zličín (N)                   | 30 | 8  | 9 | 13 | 33 | 59 | 33 |
| 12.  | FK Slavoj Český Krumlov         | 30 | 9  | 6 | 15 | 47 | 54 | 33 |
| 13.  | FC ZVVZ Milevsko                | 30 | 7  | 5 | 18 | 32 | 55 | 26 |
| 14.  | TJ Sušice (N)                   | 30 | 6  | 6 | 18 | 42 | 81 | 24 |
| 15.  | FK Jindřichův Hradec 1910 (N)   | 30 | 5  | 9 | 16 | 33 | 53 | 24 |
| 16.  | SK ZČE Plzeň (N)                | 30 | 5  | 4 | 21 | 31 | 78 | 19 |

Poznámky:
- Z = Odehrané zápasy; V = Vítězství; VP = Vítězství po prodloužení; PP = Prohry po prodloužení; P = Prohry; VG = Vstřelené góly; OG = Obdržené góly; B = Body

|  | Postup do ČFL                           |
|  | Sestup do příslušného krajského přeboru |

- TJ Sokol Nová Ves pod Pleší další sezónu do divize nepřihlásil.